# Південно-західна війна
Південно-західна війна (яп. 西南戦争, せいなんせんそう, сайнан сенсо; 29 січня — 24 вересня 1877) — антиурядове повстання нетитулованої шляхти в Японії, що відбулося 1877 року на південному заході острова Кюсю, під проводом Сайґо Такаморі. Закінчилося перемогою урядових сил і самогубством лідера повстанців. Найбільший і останній виступ самурайської радикальної опозиції проти уряду часів реставрації Мейдзі.

## Причини
Причинами південно-західної війни були сильні антиурядові настрої в середовищі японської нетитулованої шляхти, колишніх самураїв. Їхній життєвий рівень і суспільний авторитет сильно занепали в результаті урядових реформ, проведених після ліквідації ханів і заснування префектур 1871 року. Влада скасувала державні пенсії для шляхтичів, позбавивши останніх статусу державних службовців, створила загальнонаціональну армію, ліквідувавши самурайські станові війська, і заборонила носити холодну зброю. Намагання високопосадовців створити авторитарну систему управління країною, що суперечило засадничим принципам реставрації Мейджі, сприяло радикалізації соціально активної самурайської верстви.
1873 року в Японії спалахнула урядова криза, спричинена дебатами про завоювання Кореї, в результаті якої Імператорські радники Сайґо Такаморі й Ітаґакі Тайсуке полишили уряд. За ними з державної служби звільнилося багато військових, нетитулованих шляхтичів з префектур Каґосіма та Коті. Під проводом Сайґо Такаморі каґосімські шляхтичі Кіріно Тосіакі, Сінохара Кунітомо й Мурата Сімпаті заснували організацію «Приватна школа», яка надавала освіту, гуманітарну та фінансову допомогу колишнім самураям. Ояма Цунайосі, голова префектури Каґосіма, призначив керівників цієї організації на центральні посади префектурного уряду і розпочав реалізацію власного антиурядового політичного й економічно-соціального курсу, плануючи створити на базі префектури автономну державу.
Одночасно з цим, 1874 року шляхтичі префектури Коті, яких очолював Ітаґакі Тайсуке, заснували «Товариство самодопомоги», що взяло участь у антиурядовому громадському русі за волю і народні права. Товариство підтримувало відносини із каґосімською організацію, але 1875 року Ітаґакі повернувся до складу уряду, тому каґосімці позбулися впливово союзника.
1876 року антиурядові настрої зросли ще більше у зв'язку із земельно-податковою реформою. У префектурах Айті, Ґіфу, Ібаракі, Міє, Сакай та інших спалахнули селянські бунти. Одночасно з цим вибухнули повстання нетитулованої шляхти в Кумамото, Акідзукі та Хаґі. Ці події пришвидшили рішення Сайґо Такаморі виступити проти уряду, а сам він перетворився на харизматичного лідера радикальної самурайської опозиції. Зі свого боку уряд, який перебував у скрутному становищі через соціальні катаклізми, остерігався шляхти під проводом Сайґо і неодноразово надсилав шпигунів, з метою розколоти єдність опозиціонерів.

## Перебіг

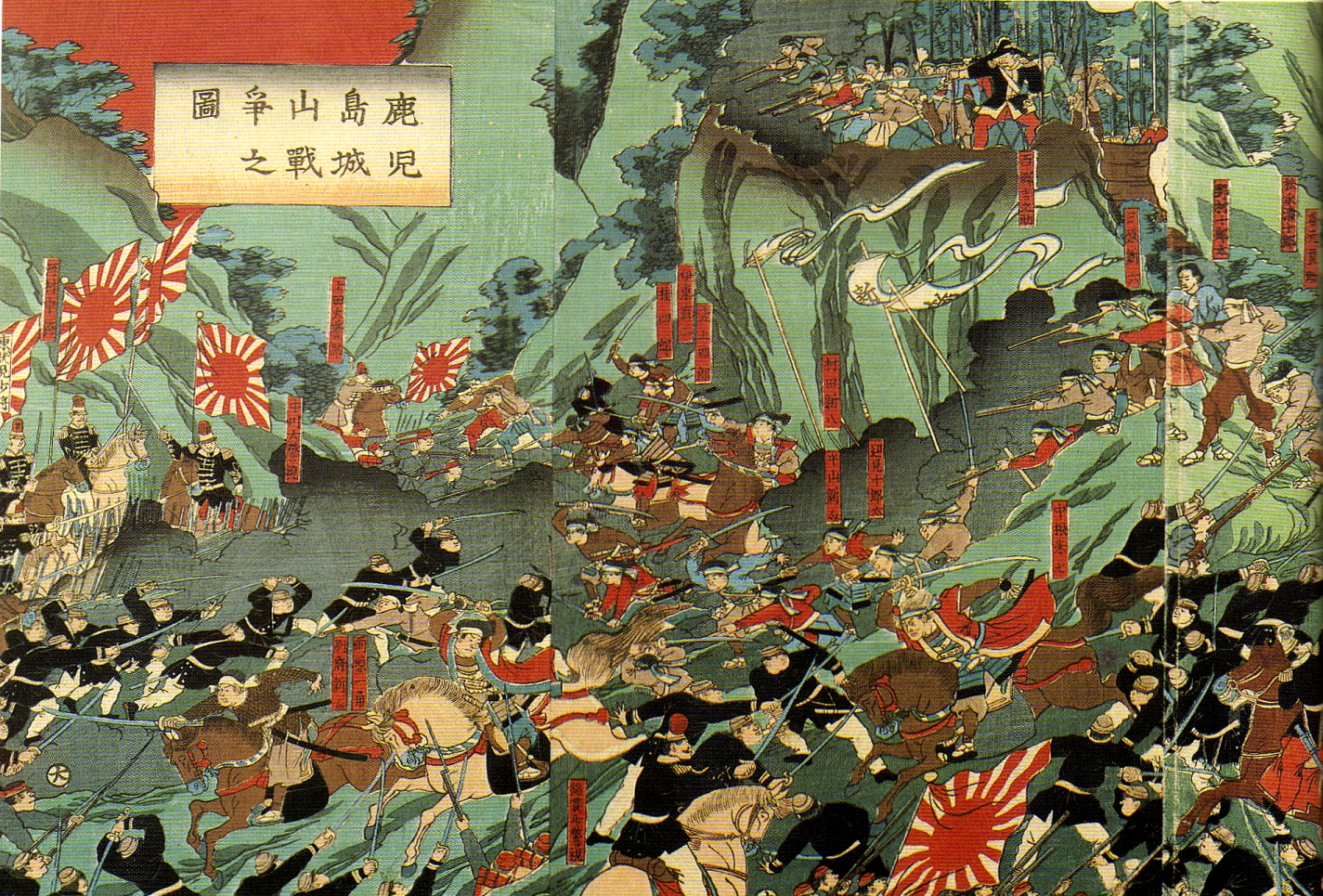
Битва за замок Сірояма.

В січні 1877 року японський уряд, побоюючись того, що пороховий армійський арсенал Сомуда в Каґосімі перейде до рук антиурядових сил, розпочав таємно вивозити усі запаси пороху з префектури, не повідомляючи префектурного голову. Це обурило частину шляхтичів, які в ніч 30 січня напали на порохові арсенали армії та флоту і захопили боєприпаси. Одночасно з цим опозиціонери викрили урядових шпигунів і диверсантів на чолі з Накахарою Такао, які планували вбити Сайґо Такаморі. Остання подія викликала обурення усієї Каґосіми і стала приводом до повстання.
15 лютого 13-тисячна колона озброєних каґосімських шляхтичів вирушила до Токіо з метою провести розслідування щодо найманих вбивць. Початок походу спричинив ланцюгову реакцію, в результаті якої повстали антиурядові сили усього острова Кюсю. У відповідь 19 лютого уряд вислав каральний корпус, який очолили принц Арісуґава Тарухіто, генерал-лейтенант армії Ямаґата Арітомо та віце-адмірал флоту Кавамура Сумійосі. Початково урядовці сумнівалися в участі Сайґо Такаморі в повстанні, але коли ця інформація підтвердилася, його позбавили усіх державних нагород і проголосили ворогом трону.
22 лютого року війська Сайґо Такаморі спробували взяти штурмом замок Кумамото, в якому знаходився центр Кумамотського гарнізону Імперської армії Японії. Проте захисники замку під командуванням Тані Кандзьо відбили усі приступи повстанців, змусивши їх вдатися до затяжної облоги.
В квітні урядовий каральний корпус підійшов до Кумамото. 15 квітня він розбив у жорстоких боях сили повстанців, зняв облогу з замку і перейшов у наступ на півдні Кюсю. 1 червня сили Сайґо Такаморі втратили Хітойосі, 24 липня — Міяконодзьо, а 31 липня — Міядзакі й Сатобару, і опинилися оточеними в селі Наґаї. Командування шляхтичів ухвалило рішення розпустили свої сили і розбіглися по околицях.
Незначний загін під проводом Сайґо прорвався з оточення, відступив до префектури Каґосіма і заперся у замку Сірояма. Проте 24 вересня вояки Імперської армії здобули цю цитадель штурмом. Лідери повстанців Сайґо Такаморі, Кіріно Тосіакі, Сінохара Кунімото, Мурата Сімпаті, Ікеґамі Сіро, Хеммі Дзюрота, Беппу Сінносуке загинули в бою або наклали на себе руки, щоби не потрапити до полону.

## Наслідки
Південно-західна війна закінчилася за півроку. На боці повстанців в ній взяло участь понад 30 тисяч нетитулованих шляхтичів, колишніх самураїв. З них 13 тисяч були членами каґосімської «Приватної школи», 10 тисяч — добровольцями з різних регіонів Японії і ще 10 тисяч — вояками, яких навербували з сіл острова Кюсю в ході просування колони повстанців на північ. В боях війська Сайґо Такаморі втратили 6 тисяч убитими. 2760 чоловік були страчені урядовцями після придушення повстання. Урядовий каральний корпус складався з 58 600 солдат і офіцерів, та 19 військових кораблів. Його втрати становили 6800 убитих і поранених.
Південно-західна війна була найбільшим і останнім збройним виступом нетитулованої шляхти проти японської центральної влади. Перемога уряду дозволила йому встановити в країні могутній олігархічний режим. З іншого боку, поразка повстанців змусила антиурядові сили змінити методи боротьби і взятися за формування громадсько-політичних організацій та громадянського суспільства. З кінця 1870-х років в країні набув розмаху рух за волю і народні права.
Побічним наслідком війни була також інфляція, яка дала поштовх розвитку капіталістичних відносин в Японії.